# Mittlerer Schwarzwald bei Hornberg und Schramberg
Das FFH-Gebiet Mittlerer Schwarzwald bei Hornberg und Schramberg in Baden-Württemberg wurde 2005 durch das Regierungspräsidium Freiburg angemeldet. Mit Verordnung des Regierungspräsidiums Freiburg zur Festlegung der Gebiete von gemeinschaftlicher Bedeutung vom 25. Oktober 2018 (in Kraft getreten am 11. Januar 2019) wurde das Schutzgebiet ausgewiesen. 

## Lage
Das 770,5 Hektar große Schutzgebiet Mittlerer Schwarzwald bei Hornberg und Schramberg liegt in den Naturräumen Mittlerer und Südöstlicher Schwarzwald. Anteile am Gebiet haben mit 48 % der Fläche der Landkreis Rottweil mit den Gemeinden Lauterbach und Schiltach, mit 34 % der Ortenaukreis mit den Gemeinden Gutach, Wolfach und Hornberg und mit 18 % der Schwarzwald-Baar-Kreis mit den Gemeinden Schonach im Schwarzwald und Triberg im Schwarzwald.

## Schutzzweck

### Lebensraumtypen
Folgende Lebensraumtypen nach Anhang I der FFH-Richtlinie kommen im Gebiet vor:
| EU Code | * | Lebensraumtyp (offizielle Bezeichnung)                                                                          | Kurzbezeichnung                              |
| ------- | - | --- | -------------------------------------------- |
| 3260    |   | Flüsse der planaren bis montanen Stufe mit Vegetation des Ranunculion fluitantis und des Callitricho-Batrachion | Fließgewässer mit flutender Wasservegetation |
| 4030    |   | Trockene europäische Heiden                                                                                     | Trockene Heiden                              |
| 5130    |   | Formationen von Juniperus communis auf Kalkheiden und -rasen                                                    | Wacholderheiden                              |
| 6230    | * | Artenreiche montane Borstgrasrasen (und submontan auf dem europäischen Festland) auf Silikatböden               | Artenreiche Borstgrasrasen                   |
| 6430    |   | Feuchte Hochstaudenfluren der planaren und montanen bis alpinen Stufe                                           | Feuchte Hochstaudenfluren                    |
| 6510    |   | Magere Flachland-Mähwiesen (Alopecurus pratensis, Sanguisorba officinalis)                                      | Magere Flachland-Mähwiesen                   |
| 6520    |   | Berg-Mähwiesen                                                                                                  | Berg-Mähwiesen                               |
| 7140    |   | Übergangs- und Schwingrasenmoore                                                                                | Übergangs- und Schwingrasenmoore             |
| 7230    |   | Kalkreiche Niedermoore                                                                                          | Kalkreiche Niedermoore                       |
| 8150    |   | Kieselhaltige Schutthalden der Berglagen Mitteleuropas                                                          | Silikatschutthalden                          |
| 8220    |   | Silikatfelsen mit Felsspaltenvegetation                                                                         | Silikatfelsen mit Felsspaltenvegetation      |
| 8230    |   | Silikatfelsen mit Pioniervegetation des Sedo-Scleranthion oder des Sedo albi-Veronicion dillenii                | Pionierrasen auf Silikatfelskuppen           |
| 9180    |   | Schlucht- und Hangmischwälder Tilio-Acerion                                                                     | Schlucht- und Hangmischwälder                |
| 91D0    |   | Moorwälder | Moorwälder                                   |
| 91E0    | * | Auen-Wälder mit Alnus glutinosa und Fraxinus excelsior (Alno-Padion, Alnion incanae, Salicion albae)            | Auenwälder mit Erle, Esche, Weide            |
| 9410    |   | Montane bis alpine bodensaure Fichtenwälder (Vaccinio-Piceetea)                                                 | Bodensaure Nadelwälder                       |

### Arteninventar
Folgende Arten von gemeinschaftlichem Interesse kommen im Gebiet vor:
| Bild                        | EU Code | * | Art                         | wissenschaftlicher Name     | Artengruppe           |
| --------------------------- | ------- | - | --------------------------- | --------------------------- | --------------------- |
| Steinkrebs                  | 1093    | * | Steinkrebs                  | Austropotamobius torrentium | Krebse                |
| Bachneunauge                | 1096    |   | Bachneunauge                | Lampetra planeri            | Fische und Rundmäuler |
| Lachs                       | 1106    |   | Lachs                       | Salmo salar                 | Fische und Rundmäuler |
| Groppe                      | 1163    |   | Groppe                      | Cottus gobio                | Fische und Rundmäuler |
| Großes Mausohr              | 1324    |   | Großes Mausohr              | Myotis myotis               | Säugetiere            |
|                             | 1387    |   | Rogers Goldhaarmoos         | Orthotrichum rogeri         | Moose                 |
| Firnisglänzendes Sichelmoos | 1381    |   | Firnisglänzendes Sichelmoos | Drepanocladus vernicosus    | Moose                 |

### Zusammenhängende Schutzgebiete
Das Naturschutzgebiet Schlossberg-Hauberg ist Bestandteil des FFH-Gebiets.